# Kristiansand
Kristiansand est une ville norvégienne située dans le comté d'Agder, dont elle constitue le centre administratif. C'est également la plus grande ville de la région Sørlandet et la ville la plus méridionale de Norvège.

## Histoire
Kristiansand a été fondée par le roi danois Christian IV le 5 décembre 1641. Le centre de Kristiansand est appelé Kvadraturen à cause de ses rues à angle droit.

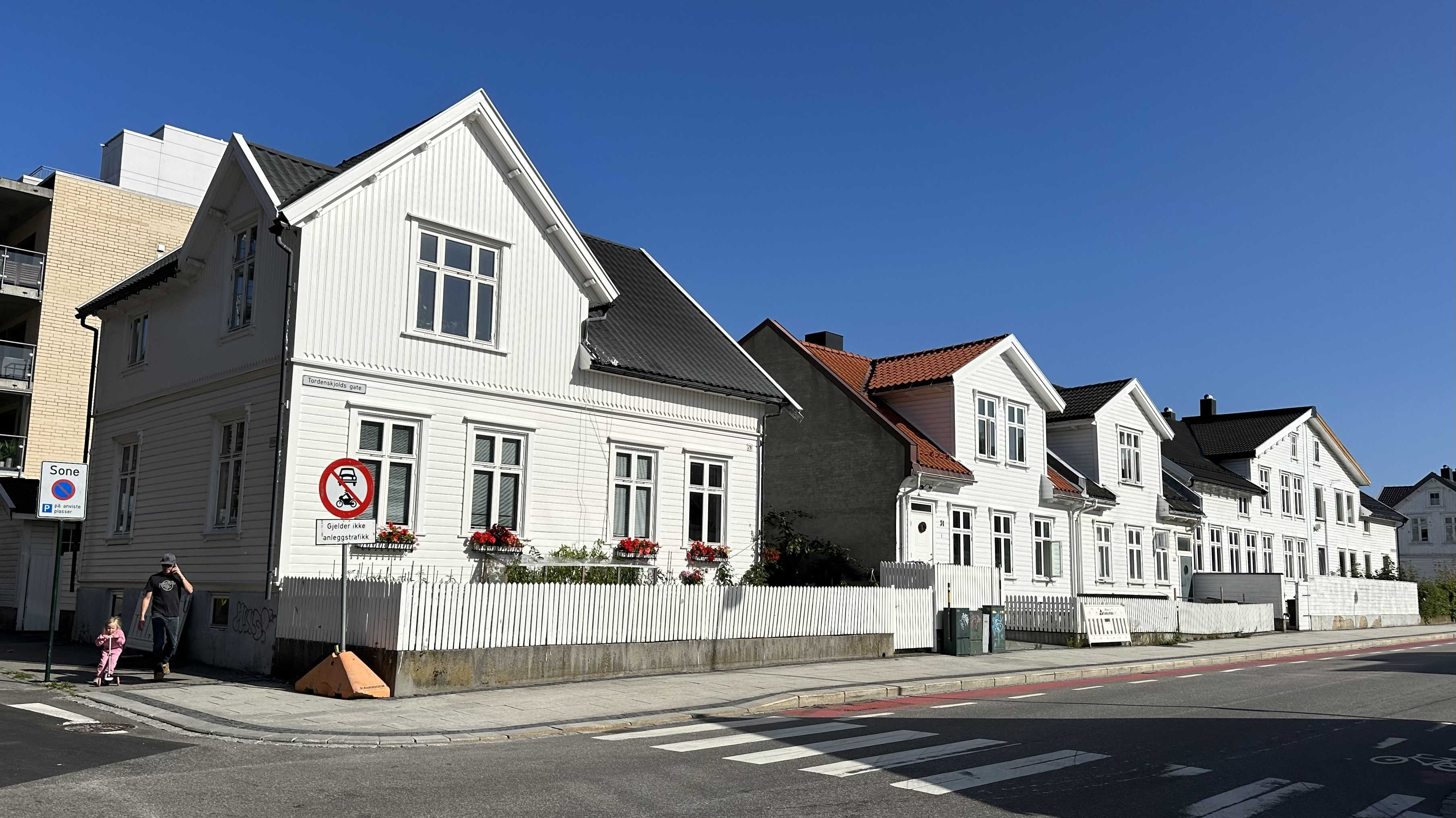
Maisons de bois blanches traditionnelles.
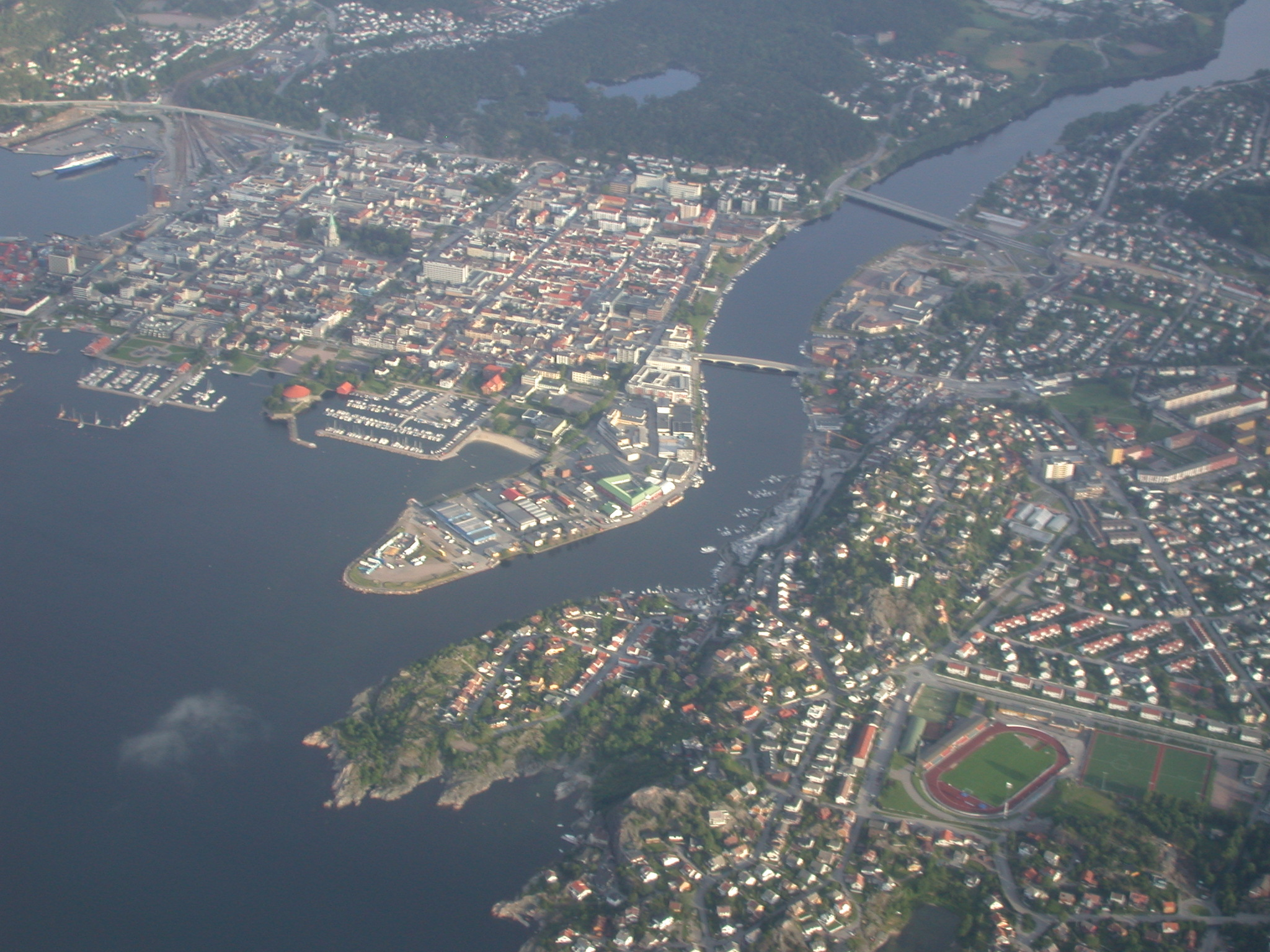
Vue aérienne de Kristiansand.

Kristiansand était jusque-là une ville principalement portuaire et métallurgique avec une vaste affinerie nickélifère et d’importantes installations de construction et de réparation navale qui permettaient de soutenir la production pétrolière norvégienne en mer du Nord, mais depuis quelques années, la politique de la ville s’oriente vers le tourisme.

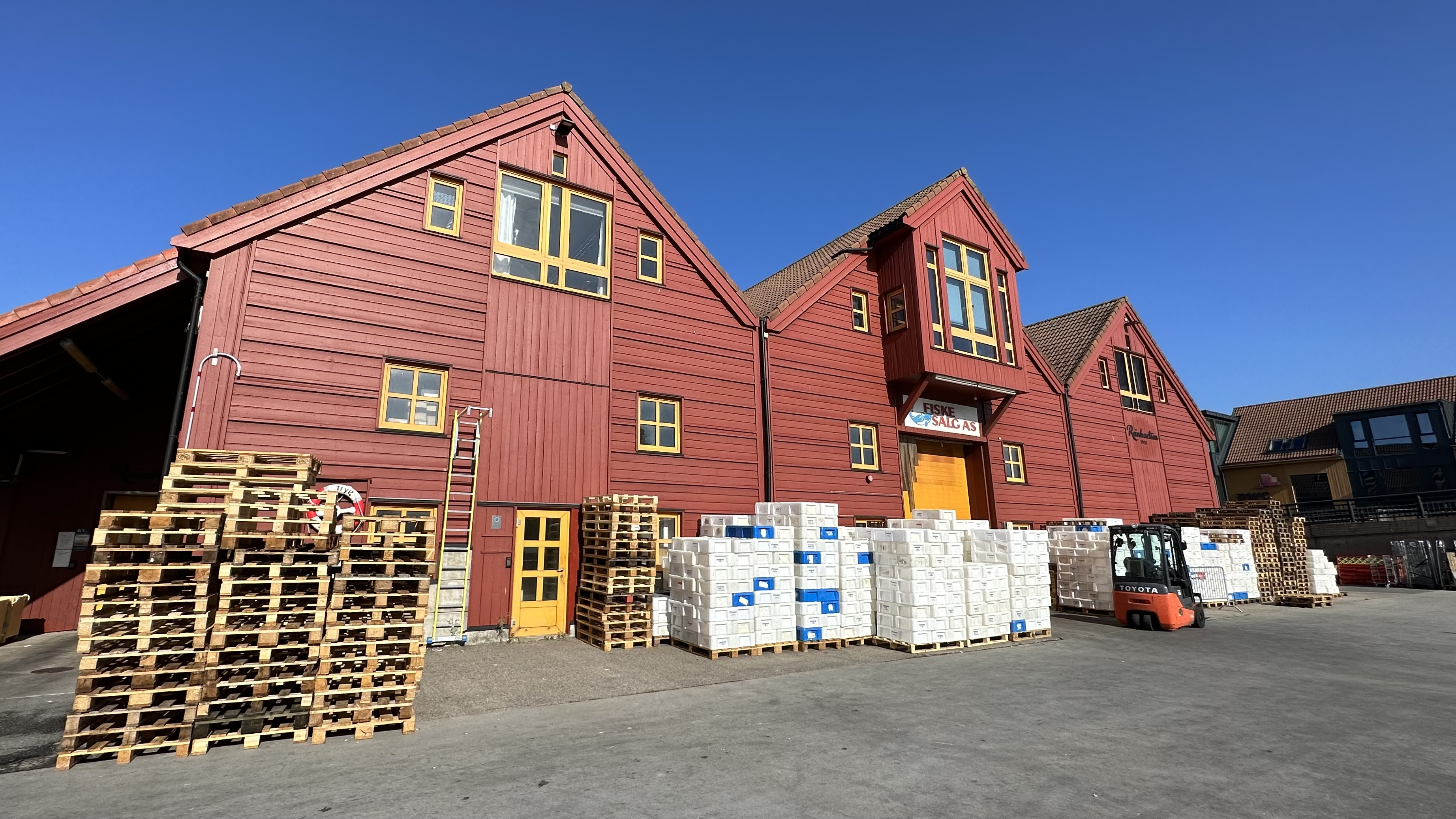
Quais du marché aux poissons.
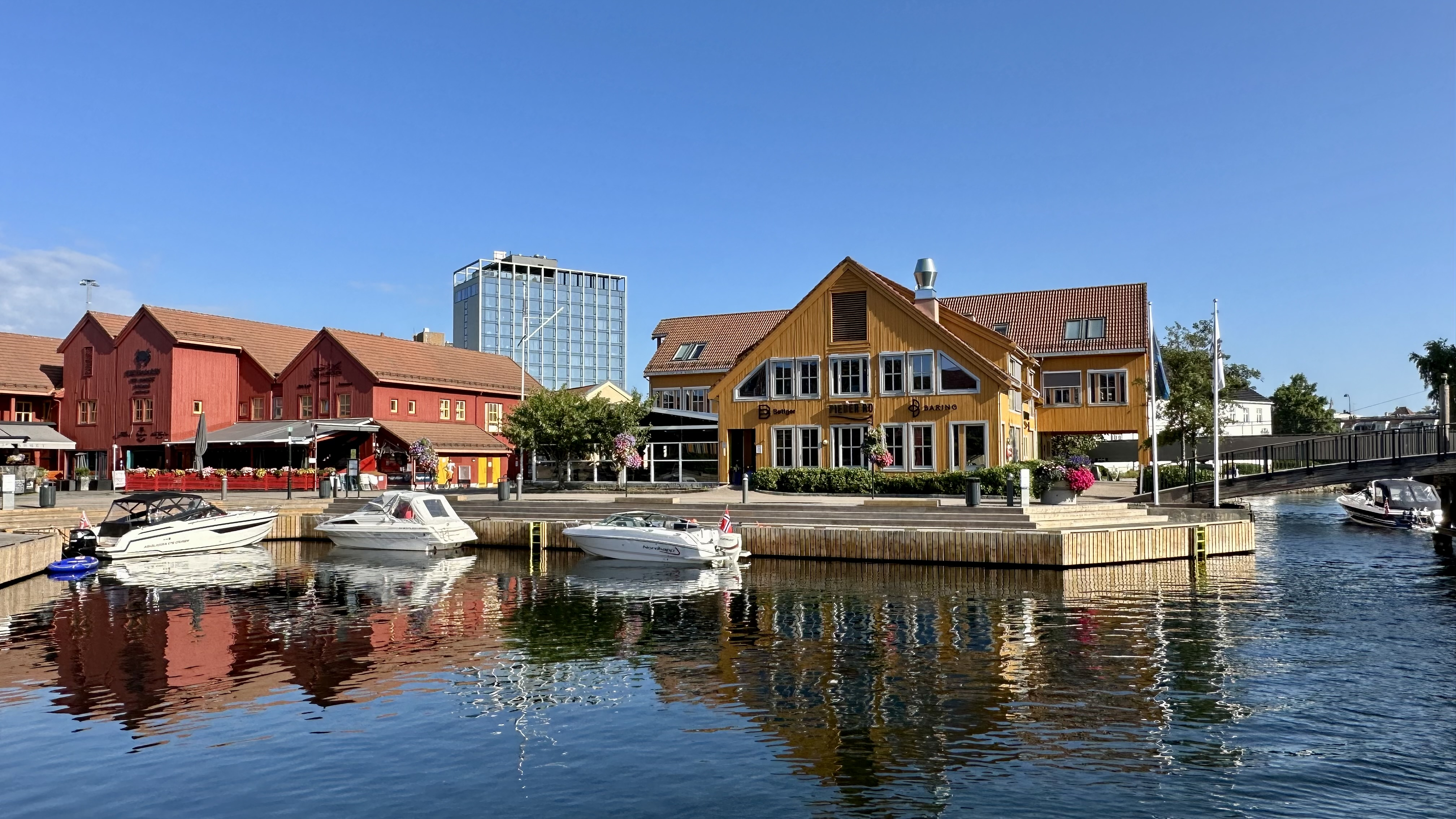
Commerces du marché aux poissons.

La princesse héritière Mette-Marit est née et a été élevée à Kristiansand.
Le climat de la ville est l’un des plus agréables du pays, rappelant celui de la Bretagne avec quatre vraies saisons bien distinctes.
En 1966, Kristiansand devenait la première ville de Scandinavie à recevoir le prix de l’Europe.
Chaque année entre le 20 juin et le 15 août, Kristiansand devient le théâtre de plusieurs festivals de musique.

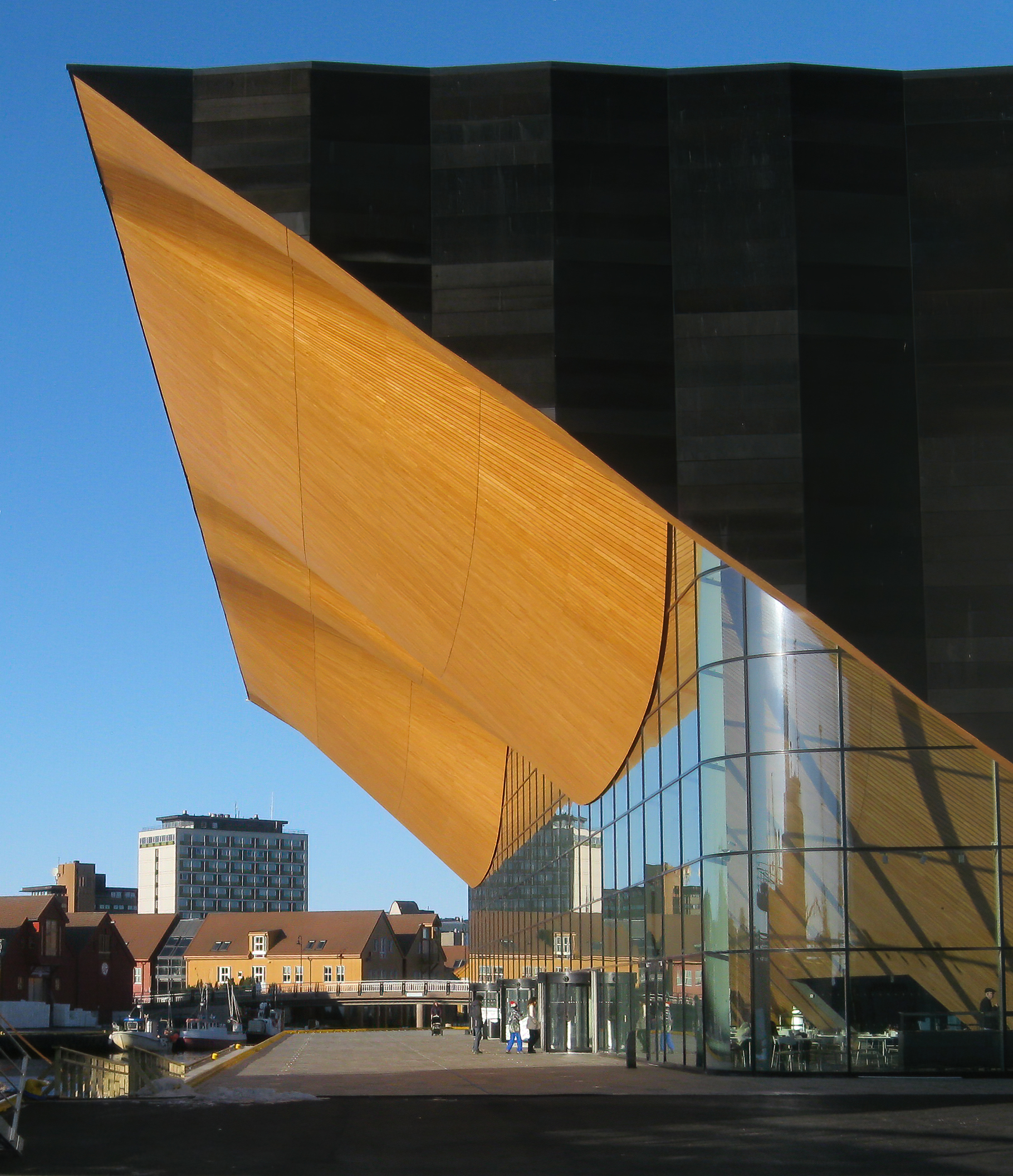
Kilden

## Jumelage
La commune de Kristiansand est jumelée avec :
| Ville | Ville                   | Pays | Pays        | Période                     |
| ----- | ----------------------- | ---- | ----------- | --------------------------- |
|       | Gdynia,                 |      | Pologne     | depuis le 21 septembre 1991 |
|       | Hjørring                |      | Danemark    |                             |
|       | Hjørring                |      | Danemark    |                             |
|       | Kerava                  |      | Finlande    |                             |
|       | Letchworth Garden City, |      | Royaume-Uni |                             |
|       | Münster,                |      | Allemagne   | depuis le 18 décembre 1967  |
|       | Orléans                 |      | France      | depuis mai 1973             |
|       | Reykjanesbær            |      | Islande     |                             |
|       | Râjshâhî                |      | Bangladesh  |                             |
|       | Trollhättan             |      | Suède       |                             |
|       | Walvis Bay              |      | Namibie     |                             |
|       | Yangzhou                |      | Chine       | depuis 2009                 |